# Agapit Stevens

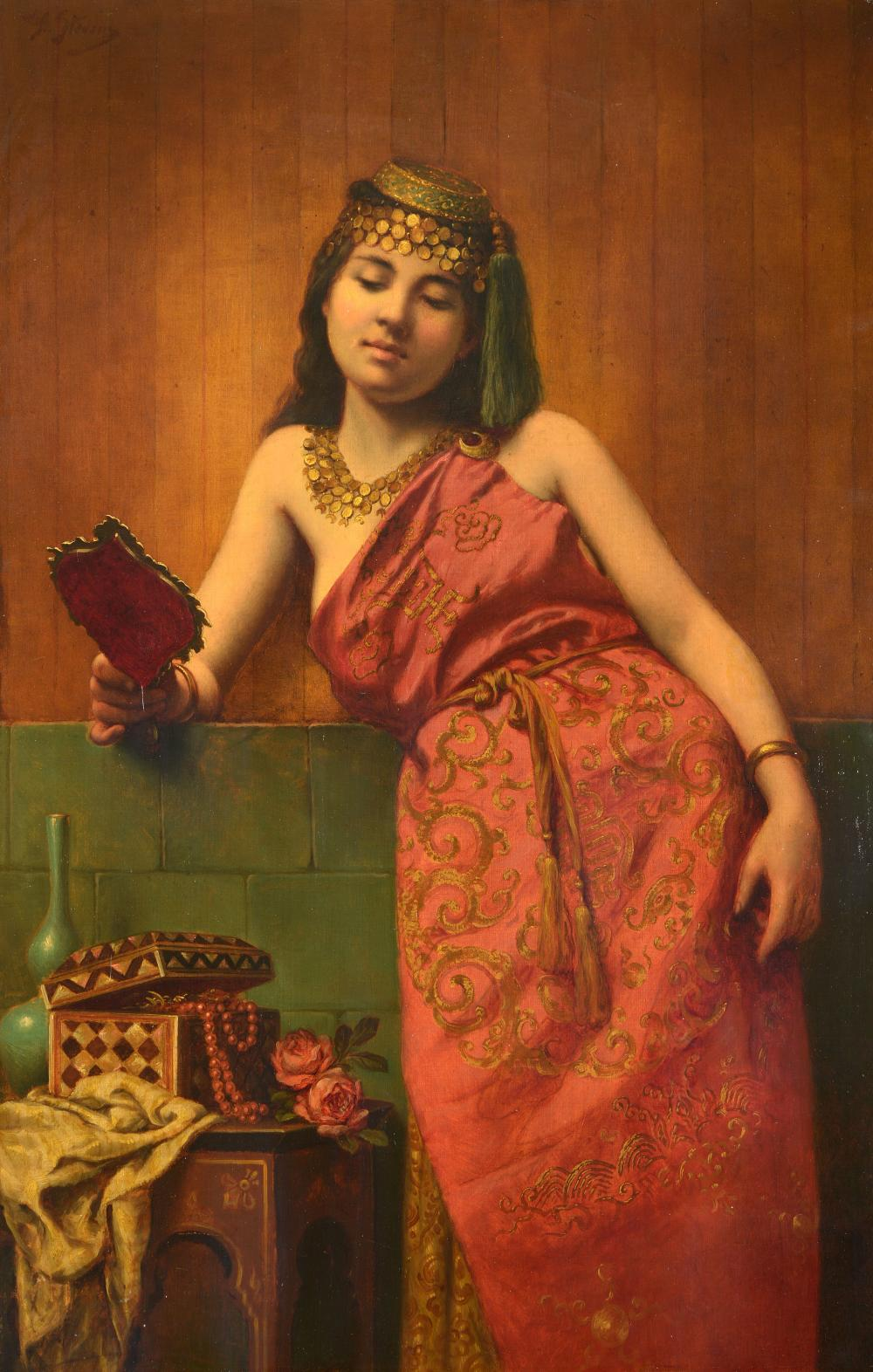
Die Ägypterin

Agapit Stevens (* 1848 in Brüssel als Agapit Pierre Jean Joseph Van Gotsenhoven; † 1924 in Watermael-Boitsfort/Watermaal-Bosvoorde) war ein belgischer Maler.

## Leben
Da Stevens’ Eltern Jean Daniel Stevens und Marie Van Gotsenhoven zum Zeitpunkt seiner Geburt unverheiratet waren, wurde er unter dem Namen seiner Mutter in das Geburtsregister eingetragen. Seine Eltern heirateten am 24. August 1853 in Brüssel. Bei dieser Gelegenheit wurde seine Geburt legalisiert und er trug fortan den Namen Stevens. Sein Vater war Maler und vielleicht sein Lehrer. Sein Bruder (Alphonse Jacques) René Stevens wurde am 25. April 1858 in Ixelles geboren und wurde ebenfalls Maler.
Am 11. März 1875 heiratet er in Elsene Marie Mélanie Desmares. Das Paar hat mindestens zwei Kinder. Seine Frau starb am 13. Februar 1898 in Etterbeek. Seine zweite Frau Joséphine Loriaux heiratete er am 16. Dezember 1899 in Elsene.
Es fehlen Angaben über seine künstlerische Ausbildung. Laut RKD (Niederländisches Institut für Kunstgeschichte) war er Mitglied der „L’Essor“-Künstlervereinigung, was beweist, dass er als professioneller Künstler anerkannt wurde.

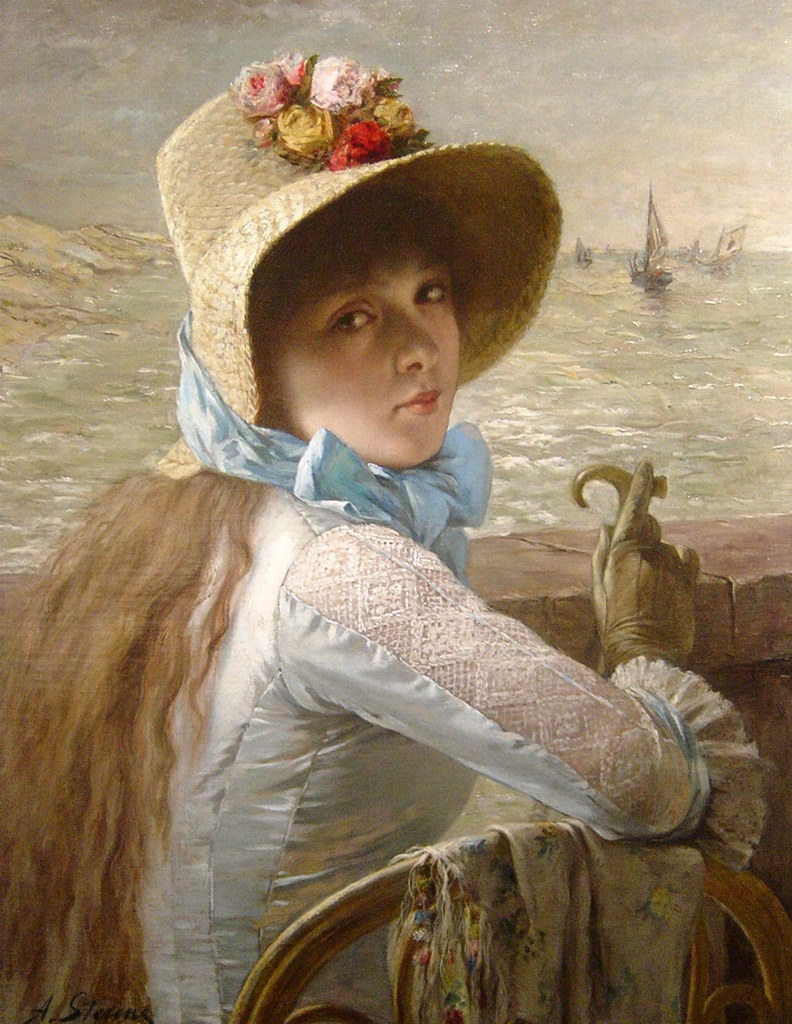
Junges Mädchen am Meer

## Werke
Stevens schuf hauptsächlich Salonmalerei, die dem Geschmack des bürgerlichen Publikums entsprach: Porträts reich gekleideter Damen, Haremszenen, Aktbilder. Selten malte er Landschaften und Stadtansichten.
Da er seine Werke mit „A. Stevens“ unterzeichnete, wurden seine Werke oft mit Werken von Alfred Stevens (1823–1906) verwechselt. Im Dictionnaire des peintres belges ist er unter den acht Stevens-Namensträgern nicht erwähnt. Bénézit behauptet, dass es sich um eine Gruppe von anonymen Kûnstlern handelt, die zu den vielen Nachahmern von Alfred Stevens gehörten.